# Varenne (metrostation)
Varenne is een station van de metro in Parijs langs metrolijn 13 in het 7de arrondissement.
Het station is genoemd naar de erboven gelegen rue de Varenne. Op het middelste perron (er is een zijspoor uit de dagen dat lijn 13 nog niet was doorgetrokken naar de andere kant van de Seine) staat een beeld van Honoré de Balzac.

## In de nabijheid
- Musée Rodin
- Hôtel des Invalides

Noordwestelijke tak:
Les Courtilles · 
Les Agnettes · 
Gabriel Péri · 
Mairie de Clichy · 
Porte de Clichy · 
Brochant

Noordoostelijke tak: Saint-Denis - Université · 
Basilique de Saint-Denis · 
Saint-Denis - Porte de Paris · 
Carrefour Pleyel · 
Mairie de Saint-Ouen · 
Garibaldi · 
Porte de Saint-Ouen · 
Guy Môquet

Gemeenschappelijk: La Fourche · 
Place de Clichy · 
Liège · 
Saint-Lazare · 
Miromesnil · 
Champs-Élysées - Clemenceau · 
Invalides · 
Varenne · 
Saint-François-Xavier · 
Duroc · 
Montparnasse - Bienvenüe · 
Gaîté · 
Pernety · 
Plaisance · 
Porte de Vanves · 
Malakoff - Plateau de Vanves · 
Malakoff - Rue Étienne Dolet · 
Châtillon - Montrouge